# 91-я танковая бригада
91-я танковая Фастовская ордена Ленина, Краснознамённая, орденов Суворова и Богдана Хмельницкого бригада — танковая бригада Красной армии ВС СССР, в годы Великой Отечественной войны.
Условное наименование — войсковая часть полевая почта (в/ч пп) № 32485.
Сокращённое наименование — 91 тбр, 91 отбр.

## История формирования
91-я отдельная танковая бригада начала своё формирование 4 марта 1942 года в городе Казань, на основании директивы НКО СССР № 723499сс от 15 февраля 1942 года. 24 апреля 1942 года бригада была отправлена железнодорожным эшелоном в город Горький где разгрузилась и своим ходом, 1 мая прибыла в город Дзержинск Горьковской области. Мотострелковый батальон и батарея ПТО расположились во Дворце культуры посёлка Калинина, остальные части на северо-западной окраине Дзержинска, проспект Ленина дом № 13. Формирование и сколачивание бригады проходило до 15 июня 1942 года по штатам № 010/345 — 010/352 от 15 февраля 1942 года. С 21 по 23 июня 1942 года бригада, имея в своём составе 48 танков (КВ-1 — 8, Т-34 — 20, Т-60 — 20), была переброшена на станцию Уразово где вошла в оперативное подчинение 23-го танкового корпуса.
26 июля 1942 года бригада была выведена из боёв в Саратовский автобронетанковый центр, в район деревни Губаревка Саратовской области, на переформирование по новым штатам № 010/280 — 010/287 от 14 июля 1942 года.
С 1 по 24 мая 1943 года бригада находилась на доукомплектовании в районе Тесницкие лагеря Тульской области в составе Тульских танковых военных лагерей.
В апреле 1944 года бригада была переведена на штаты № 010/500 — 010/506 от ноября 1943 года.
С 3 сентября по 15 ноября 1944 года бригада находилась на доукомплектовании в районе села Мельники Львовской области.

## Участие в боевых действиях
Период вхождения в действующую армию: 23 июня 1942 года — 7 июля 1942 года, 18 сентября 1942 года — 3 февраля 1943 года, 14 июля 1943 года — 14 августа 1943 года, 10 сентября 1943 года — 6 сентября 1944 года, 28 октября 1944 года — 11 мая 1945 года.
Бригада впервые вступила в бой 1 июля 1942 года в составе 28-й армии Юго-Западного фронта в районе села Верхние Лубянки Волоконовского района Курской области.

### Последний бой у Новой Надежды
В январе 1943 года снабжение окружённых немецких войск в Сталинграде осуществлялось через последний оставшийся аэродром «Питомник». Для перекрытия этого канала снабжения генерал-лейтенант К. К. Рокоссовский ввёл в бой 91-ю бригаду. При подготовке атаки на «Питомник» танкистам 344-го танкового батальона было приказано овладеть высотой Безымянная и хутором Новая Надежда (Сталинградская область), лежавшими на подступах к немецкому аэродрому. 21 января 1943 года за пять часов беспрерывного боя экипажем тяжёлого танка КВ лейтенанта А. Ф. Наумова было уничтожено 5 вражеских танков, 24 автомашины с пехотой, 19 пушек и миномётов, 15 пулемётных точек противника, 5 дзотов, истреблено до сотни солдат и офицеров. В ходе дальнейшего боя танк КВ-1 был подбит и окружён противником. Танкисты более пяти часов вели бой до последнего патрона. На предложение сдаться танкисты ответили: «Мы русские и фашистам в плен не сдаёмся пока будем живы». Тогда немцы облили танк бензином и подожгли. Танкисты, погибая, пели «Интернационал». На помощь экипажу А. Ф. Наумова устремились другие подразделения бригады. Вскоре немцы были отброшены на этом участке. Но было поздно, все пять членов экипажа сгорели заживо. По личному представлению командующего Донским фронтом генерала армии К. К. Рокоссовского, указом Президиума ВС СССР от 23 сентября 1943 года четверым членам экипажа: командиру лейтенанту А. Ф. Наумову, радисту младшему сержанту Н. И. Вялых, командиру орудия младшему сержанту П. М. Норицыну и механику-водителю старшине П. М. Смирнову, было присвоено звание Героев Советского Союза. Имя пятого члена экипажа заряжающего орудия сержанта Ф. Г. Гануса было вычеркнуто из списка, справедливость была восстановлена только в 1996 году — указом Президента Российской Федерации от 19 июня 1996 года № 948 Ф. Г. Ганусу было посмертно присвоено звание Героя Российской Федерации.

## Состав
На момент формирования:

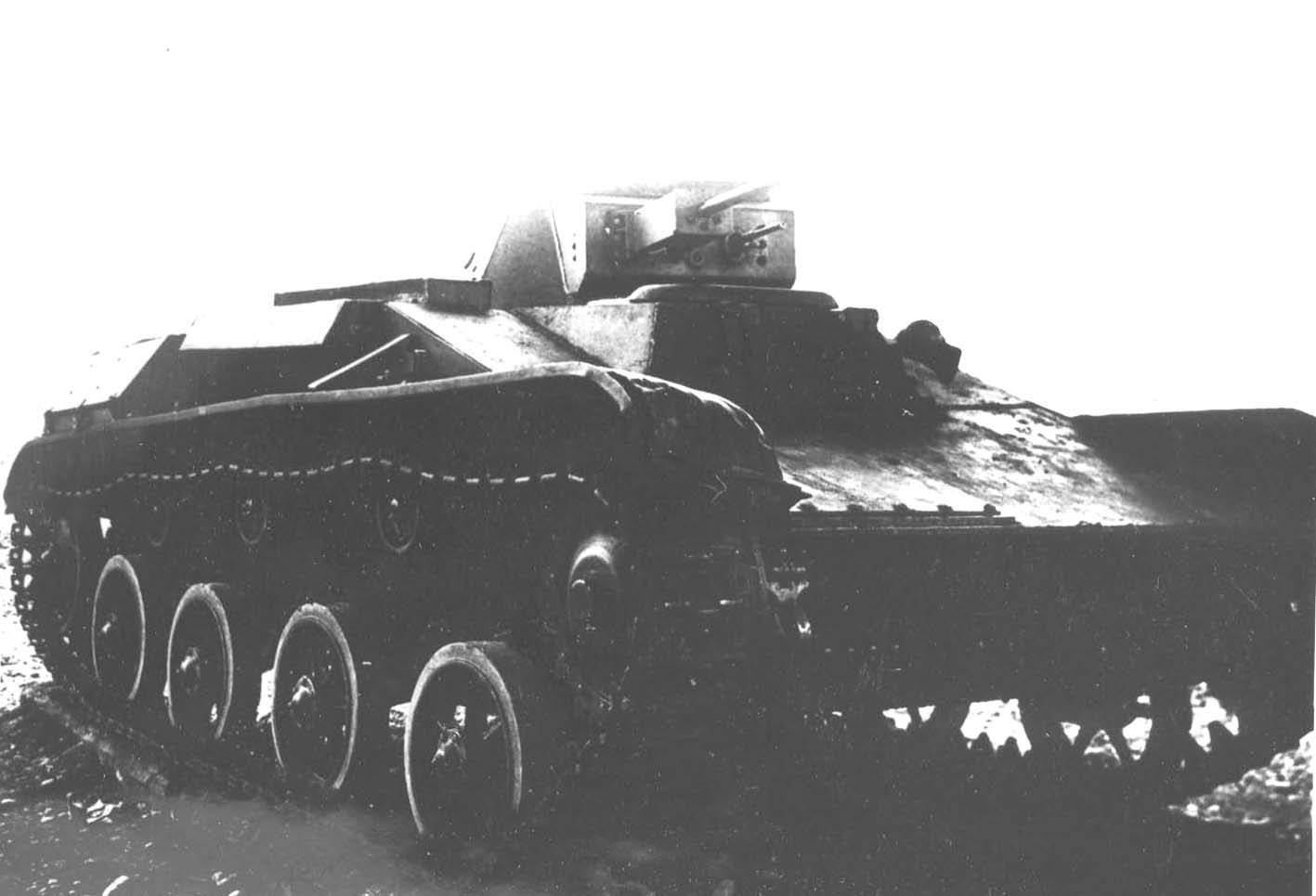
Именной лёгкий танк Т-60 «Малютка» (из фондов «Исторического архива Омской области»)

- Управление бригады (штат № 010/345)
- 344-й отдельный танковый батальон[8] (штат № 010/346)
- 345-й отдельный танковый батальон[9] (штат № 010/346)
- Мотострелково-пулемётный батальон (штат № 010/347)
- Истребительно-противотанковая батарея (штат № 010/348)
- Зенитная батарея (штат № 010/349)
- Рота управления (штат № 010/350)
- Рота технического обеспечения (штат № 010/351)
- Медико-санитарный взвод (штат № 010/352)

С июля 1942 года:
- Управление бригады (штат № 010/280)
- 344-й отдельный танковый батальон (штат № 010/281)
- 345-й отдельный танковый батальон (штат № 010/282)
- Моторизованный стрелково-пулемётный батальон (штат № 010/283)
- Противотанковая батарея (штат № 010/284)
- Рота управления (штат № 010/285)
- Рота технического обеспечения (штат № 010/286)
- Медико-санитарный взвод (штат № 010/287)

С апреля 1944 года:
- Управление бригады (штат № 010/500)
- 344-й отдельный танковый батальон (с 16.05.1944 1-й танковый батальон) (штат № 010/501)
- 345-й отдельный танковый батальон (с 16.05.1944 2-й танковый батальон) (штат № 010/501)
- 3-й отдельный танковый батальон (штат № 010/501)
- Моторизованный батальон автоматчиков (штат № 010/502)
- Зенитно-пулемётная рота (штат № 010/503)
- Рота управления (штат № 010/504)
- Рота технического обеспечения (штат № 010/505)
- Медико-санитарный взвод (штат № 010/506)

## Подчинение
| Подчинение     | Подчинение                | Подчинение                     | Подчинение                  | Подчинение |
| Дата           | Фронт (военный округ)     | Армия                          | Корпус                      | Примечания |
| -------------- | ------------------------- | ------------------------------ | --------------------------- | ---------- |
| 1.03.1942 года | Московский военный округ  | окружного подчинения           | -                           | -          |
| 1.04.1942 года | Московский военный округ  | окружного подчинения           | -                           | -          |
| 1.05.1942 года | Московский военный округ  | окружного подчинения           | -                           | -          |
| 1.06.1942 года | Московский военный округ  | окружного подчинения           | -                           | -          |
| 1.07.1942 года | Юго-Западный фронт        | 28-я армия                     | -                           | -          |
| 1.08.1942 года | Приволжский военный округ | окружного подчинения           | -                           | -          |
| 1.09.1942 года | Приволжский военный округ | окружного подчинения           | -                           | -          |
| 1.10.1942 года | Донской фронт             | 24-я армия                     | -                           | -          |
| 1.11.1942 года | Донской фронт             | фронтового подчинения          | -                           | -          |
| 1.12.1942 года | Донской фронт             | 65-я армия                     | -                           |            |
| 1.01.1943 года | Донской фронт             | 65-я армия                     | -                           | -          |
| 1.02.1943 года | Донской фронт             | 65-я армия                     | -                           | -          |
| 1.03.1943 года | Резерв ставки ВГК         | Сталинградская группа войск    | -                           | -          |
| 1.04.1943 года | Резерв ставки ВГК         | Сталинградская группа войск    | -                           | -          |
| 1.05.1943 года | Резерв ставки ВГК         | -                              | -                           | -          |
| 1.06.1943 года | Резерв ставки ВГК         | 3-я гвардейская танковая армия | -                           | -          |
| 1.07.1943 года | Резерв ставки ВГК         | 3-я гвардейская танковая армия | -                           | -          |
| 1.08.1943 года | Центральный фронт         | 3-я гвардейская танковая армия | -                           | -          |
| 1.09.1943 года | Резерв ставки ВГК         | 3-я гвардейская танковая армия | -                           | -          |
| 1.10.1943 года | Воронежский фронт         | 3-я гвардейская танковая армия | -                           | -          |
| 1.11.1943 года | 1-й Украинский фронт      | 3-я гвардейская танковая армия | -                           | -          |
| 1.12.1943 года | 1-й Украинский фронт      | 3-я гвардейская танковая армия | -                           | -          |
| 1.01.1944 года | 1-й Украинский фронт      | 3-я гвардейская танковая армия | -                           | -          |
| 1.02.1944 года | 1-й Украинский фронт      | 3-я гвардейская танковая армия | -                           | -          |
| 1.03.1944 года | 1-й Украинский фронт      | 3-я гвардейская танковая армия | -                           | -          |
| 1.04.1944 года | 1-й Украинский фронт      | 3-я гвардейская танковая армия | -                           | -          |
| 1.05.1944 года | 1-й Украинский фронт      | 3-я гвардейская танковая армия | -                           | -          |
| 1.06.1944 года | 1-й Украинский фронт      | 3-я гвардейская танковая армия | -                           | -          |
| 1.07.1944 года | 1-й Украинский фронт      | 3-я гвардейская танковая армия | -                           | -          |
| 1.08.1944 года | 1-й Украинский фронт      | 3-я гвардейская танковая армия | -                           | -          |
| 1.09.1944 года | 1-й Украинский фронт      | 3-я гвардейская танковая армия | -                           | -          |
| 1.10.1944 года | Резерв ставки ВГК         | 3-я гвардейская танковая армия | 9-й механизированный корпус | -          |
| 1.11.1944 года | 1-й Украинский фронт      | 3-я гвардейская танковая армия | 9-й механизированный корпус | -          |
| 1.12.1944 года | 1-й Украинский фронт      | 3-я гвардейская танковая армия | 9-й механизированный корпус | -          |
| 1.01.1945 года | 1-й Украинский фронт      | 3-я гвардейская танковая армия | 9-й механизированный корпус | -          |
| 1.02.1945 года | 1-й Украинский фронт      | 3-я гвардейская танковая армия | 9-й механизированный корпус | -          |
| 1.03.1945 года | 1-й Украинский фронт      | 3-я гвардейская танковая армия | 9-й механизированный корпус | -          |
| 1.04.1945 года | 1-й Украинский фронт      | 3-я гвардейская танковая армия | 9-й механизированный корпус | -          |
| 1.05.1945 года | 1-й Украинский фронт      | 3-я гвардейская танковая армия | 9-й механизированный корпус | -          |

## Командование бригады

### Командиры бригады
- Якубовский, Иван Игнатьевич (01.03.1942 — 05.06.1944), подполковник, полковник;
- Тутушкин, Виктор Иванович[11] (06.06.1944 — 10.06.1945), полковник, генерал-майор танковых войск[12][13]

### Заместители командира по строевой части
- Манмор Фёдор Дмитриевич (04.03.1942 — 16.10.1942), майор;
- Ильчук Григорий Никифорович (16.10.1942 — 21.07.1943), майор, подполковник (21.07.1943 погиб);
- Труханов Владимир Леонтьевич (1944 — 04.1945), гвардии подполковник;
- Юрченко, Пётр Фомич (04.1945 — 10.06.1945), гвардии полковник

### Военные комиссары бригады, с 09.10.1942 — заместители командира бригады по политической части
- Тимофеев Николай Александрович (27.02.1942 — 10.11.1943), полковой комиссар, полковник;
- Балахнин Александр Васильевич (12.11.1943 — 10.06.1945), подполковник, полковник[14]

### Начальники штаба бригады
- Данович Иссар Маркович (04.03.1942 — 06.07.1942), капитан, майор;
- Ефимов Тимофей Григорьевич (07.07.1942 — 03.1944), подполковник;
- Сугробов Александр Павлович (03.1944 — 03.11.1944), подполковник;
- Шевченко Пётр Александрович (05.11.1944 — 10.06.1945), подполковник[15]

## Отличившиеся воины
19 воинов бригады были удостоены звания Героя Советского Союза, а двое стали полными кавалерами ордена Славы:
|                            | Боборыкин Иван Павлович            | механик-водитель танка 345-го танкового батальона                 | Сержант                                             | 10.01.1944                       | |
|                            | Боженко Александр Гаврилович       | механик-водитель танка Т-34 344-го танкового батальона            |                                                     | 10.01.1944                       | |
|                            | Винокуров Василий Иосифович        | старшина роты автоматчиков моторизованного батальона автоматчиков |                                                     | 27.06.1945                       | |
|                            | Вялых Николай Алексеевич           | радист танка КВ-1 344-го танкового батальона                      | Младший сержант                                     | 23.09.1943                       | сгорел в танке 21 января 1943 года, приказом Министра обороны СССР от 23 апреля 1963 года был навечно зачислен в списки 1-й танковой роты                                                                |
| Герой Российской Федерации | Ганус Феодосий Григорьевич         | заряжающий орудия танка КВ-1 344-го танкового батальона           | Сержант                                             | 19.06.1996                       | сгорел в танке 21 января 1943 года, представлялся вместе со всем экипажем к званию Героя Советского Союза, но был вычеркнут, награждён указом Президента Российской Федерации от 19 июня 1996 года № 948 |
|                            | Заборовский, Константин Васильевич | командир танка 345-го танкового батальона                         | Лейтенант Бронетанковых войск Красной Армии         | 10.01.1944                       | 8 ноября 1943 года скончался от ран, похоронен в городе Фастов |
|                            | Конев Пётр Алексеевич              | механик-водитель танка Т-34 344-го танкового батальона            |                                                     | 10.01.1944                       | |
|                            | Луста Пётр Васильевич              | командир 344-го танкового батальона                               | Капитан Бронетанковых войск Красной Армии           | 10.01.1944                       | 21 апреля 1945 года погиб в боях за Берлин, похоронен в Парке Вечной Славы Киева |
|                            | Мустафаев Хыдыр Гасан оглы         | командир мотострелкового батальона                                | Майор Бронетанковых войск Красной Армии             | 10.01.1944                       | |
|                            | Наумов Алексей Фёдорович           | командир танка КВ-1 344-го танкового батальона                    | Лейтенант Бронетанковых войск Красной Армии         | 23.09.1943                       | сгорел в танке 21 января 1943 года, приказом Министра обороны СССР от 23 апреля 1963 года был навечно зачислен в списки 1-й танковой роты                                                                |
|                            | Норицын Пётр Михайлович            | командир орудия танка КВ-1 344-го танкового батальона             | Младший сержант                                     | 23.09.1943                       | сгорел в танке 21 января 1943 года, приказом Министра обороны СССР от 23 апреля 1963 года был навечно зачислен в списки 1-й танковой роты                                                                |
|                            | Панов Василий Ефимович             | командир танкового взвода 2-го танкового батальона                | Лейтенант Бронетанковых войск Красной Армии         | 27.06.1945                       | |
|                            | Пикунов Александр Степанович       | командир танка 2-го танкового батальона                           | Младший лейтенант Бронетанковых войск Красной Армии | 27.06.1945                       | |
|                            | Смирнов Павел Михайлович           | механик-водитель старший танка КВ-1 344-го танкового батальона    |                                                     | 23.09.1943                       | сгорел в танке 21 января 1943 года, приказом Министра обороны СССР от 23 апреля 1963 года был навечно зачислен в списки 1-й танковой роты                                                                |
|                            | Старостин Дмитрий Яковлевич        | командир танкового взвода 345-го танкового батальона              | Лейтенант Бронетанковых войск Красной Армии         | 10.01.1944                       | |
|                            | Фофанов Алексей Иванович           | командир роты танков Т-34 344-го танкового батальона              | Старший лейтенант Бронетанковых войск Красной Армии | 10.01.1944                       | |
|                            | Чистяков, Александр Фёдорович      | командир взвода автоматчиков мотострелково-пулемётного батальона  | Старший сержант                                     | 10.01.1944                       | 13 января 1944 года погиб в бою, похоронен на территории совхоза «Технический» в Житомирской области |
|                            | Яксаргин Василий Владимирович      | командир 2-го танкового батальона                                 | Капитан Бронетанковых войск Красной Армии           | 27.06.1945                       | |
|                            | Якубовский Иван Игнатьевич         | командир бригады                                                  | Полковник Бронетанковых войск Красной Армии         | 10.01.1944                       | |
|                            | Клименко Яков Селиверстович        | механик-водитель 2-го танкового батальона                         | Старший сержант                                     | 12.08.1944 07.03.1945 29.06.1945 | |
|                            | Лаухин Гаврил Яковлевич            | механик-водитель 2-го танкового батальона                         | Старший сержант                                     | 31.12.1943 18.05.1945 22.01.1982 | 17 марта 1945 года повторно награждён орденом Славы III степени, указом Президиума Верховного Совета СССР от 21 января 1982 года перенаграждён орденом Славы I степени                                   |

## Награды и почётные наименования
| Награда (наименование)                | Дата награждения                                                            | За что получена |
| ------------------------------------- | --------------------------------------------------------------------------- | --- |
| Почётное наименование «Фастовская»    | Приказ Верховного главнокомандующего от 7 ноября 1943 года                  | в ознаменование одержанной победы и за отличия в боях за освобождение города Фастов (крупного узла железных дорог и оперативно-важного опорного пункта обороны немцев на юго-западном направлении)                                            |
| орден Ленина                          | награждена указом Президиума Верховного Совета СССР от 4 июня 1945 года     | за образцовое выполнение заданий командования в боях с немецкими захватчиками при овладении столицей Германии городом Берлин и проявленные при этом доблесть и мужество                                                                       |
| орден Красного Знамени                | награждена указом Президиума Верховного Совета СССР от 1 января 1944 года   | за образцовое выполнение боевых заданий командования на фронте борьбы с немецкими захватчиками и проявленные при этом доблесть и мужество |
| орден Суворова II степени             | награждена указом Президиума Верховного Совета СССР от 5 апреля 1945 года   | за образцовое выполнение заданий командования в боях с немецкими захватчиками при очищении от противника Домбровского угольного района и южной части промышленного района немецкой Верхней Силезии и проявленные при этом доблесть и мужество |
| орден Богдана Хмельницкого II степени | награждена указом Президиума Верховного Совета СССР от 10 августа 1944 года | за образцовое выполнение заданий командования в боях с немецкими захватчиками, за овладение городами Перемышль и Ярослав и проявленные при этом доблесть и мужество                                                                           |

## Танковые колонны и именные танки
- Бригада получила танки из танковой колонны «Тамбовский колхозник» в Сталинграде у стен заводов «Баррикады» и «Красный Октябрь» в самый напряжённый момент Сталинградской битвы.

Именные танки:
- танк Т-60 «Малютка» на котором в составе бригады с февраля по июль 1943 года воевала сержант механик-водитель Е. А. Петлюк — одна из девятнадцати женщин-танкистов РККА.

## Послевоенная история
10 июня 1945 года, в соответствии с директивой Ставки Верховного Главнокомандования № 11096 от 29 мая 1945 года, 91-я танковая бригада, в составе 9-го механизированного корпуса вошла в Центральную группу войск.
На основании приказов НКО СССР № 0013 от 10 июня 1945 года и 3-й гвардейской танковой армии № 00150 от 16 июня 1945 года, 91-я танковая бригада была преобразована в 91-й танковый Фастовский ордена Ленина, Краснознамённый, орденов Суворова и Богдана Хмельницкого полк (в/ч 32485) 9-й механизированной Киевско-Житомирской Краснознамённой орденов Суворова и Кутузова дивизии (в/ч 18947).
Весной 1946 года 3-я гвардейская танковая армия была преобразована в 3-ю гвардейскую механизированную армию, в ноябре того же года была свёрнута в 3-ю отдельную гвардейскую кадровую танковую дивизию. В связи с этим 9-я механизированная дивизия была свёрнута в 9-й кадровый механизированный полк, а входящий в неё 91-й танковый полк — в 91-й кадровый танковый батальон.
Весной 1947 года 3-я отдельная гвардейская кадровая танковая дивизия была передана в состав Группы советских оккупационных войск в Германии. В августе 1949 года 9-й кадровый механизированный полк был развёрнут в дивизию, 91-й кадровый танковый батальон в полк, с местом дислокации город Коттбус.
В 1957 году 9-я механизированная дивизия была переформирована в 82-ю мотострелковая Киевско-Житомирскую Краснознамённую орденов Суворова и Кутузова дивизию (в/ч 18947), 91-й танковый полк (в/ч 60600) оставался в составе дивизии до её расформирования 9 мая 1958 года. В этом же году 91-й танковый полк был передан в состав 11-й гвардейской мотострелковой Нежинско-Кузбасской ордена Суворова дивизии (в/ч 58900), с местом дислокации город Смоленск.
В 1968 году 11-я мотострелковая дивизия была переведена в состав 86-го армейского корпуса Забайкальского военного округа, посёлок Безречная, 91-й танковый полк — посёлок Мирная.
1 декабря 1989 года 11-я дивизия свёрнута в 5890-ю гвардейскую базу хранения военной техники, а 91-й танковый Фастовский ордена Ленина, Краснознамённый, орденов Суворова и Богдана Хмельницкого полк имени И. И. Якубовского, соответственно, в отдел. В сентябре 1992 года 5890-я база была расформирована.

## Память
На хуторе Новая Надежда Городищенского района Волгоградской области, над могилой пяти танкистов (А. Ф. Наумова, Н. И. Вялых, П. М. Норицына, П. М. Смирнова и Ф. Г. Гануса) установлен каменный монумент в исполнении скульптора А. В. Голованова. Также всем пяти героям установлены мемориальные плиты вдоль дорожки к монументу «Родина-мать зовёт» мемориального комплекса «Героям Сталинградской битвы» на Мамаевом кургане.

Монумент над могилой пяти героев-танкистов около села Новая Надежда (скульптор А. В. Голованов)
 48°50′52″ с. ш. 44°17′09″ в. д.HGЯO
Монумент над могилой пяти героев-танкистов